# Lijst van Stolpersteine in Renkum
De lijst van Stolpersteine in Renkum geeft een overzicht van de gedenkstenen die in de gemeente Renkum in de Nederlandse provincie Gelderland zijn geplaatst in het kader van het Stolpersteine-project van de Duitse beeldhouwer-kunstenaar Gunter Demnig.
Stolpersteine zijn opgedragen aan slachtoffers van het nationaalsocialisme, al diegenen die zijn vervolgd, gedeporteerd, vermoord, gedwongen te emigreren of tot zelfmoord gedreven door het nazi-regime. Demnig legt voor elk slachtoffer een aparte steen, meestal voor de laatste zelfgekozen woning.
Omdat het Stolpersteine-project doorloopt, kan deze lijst onvolledig zijn.

## Stolpersteine
In het dorp Renkum liggen twee Stolpersteine op een adres.

### Renkum
| Afbeelding | Inscriptie                                                                 | Adres                            | Herdachte persoon        |
| ---------- | -------------------------------------------------------------------------- | -------------------------------- | ------------------------ |
|            | HIER WOONDE BETJE COHEN GEB. 1887 GEVLUCHT IN DE DOOD 20-4-1943 DOORWERTH  | Achterdorpsstraat 10 Kaart (OSM) | Betje Cohen (1887–1943)  |
|            | HIER WOONDE ESTHER COHEN GEB. 1884 GEVLUCHT IN DE DOOD 20-4-1943 DOORWERTH | Achterdorpsstraat 10 Kaart (OSM) | Esther Cohen (1884–1943) |

## Data van plaatsingen
- 3 november 2022: Renkum, twee Stolpersteine op Achterdorpsstraat 10